# Louis Quintin
Louis Joseph Marie Quintin, né le 12 juillet 1836 à Carhaix (Finistère) et décédé le 13 janvier 1903 à Morlaix, est un chirurgien et un explorateur français, membre de la Société de géographie.

## Biographie
Il est chirurgien de marine 2e classe.
Faidherbe, gouverneur du Sénégal, pour nouer des rapports commerciaux et rechercher la route la plus courte entre les bassins du Sénégal et du Niger, envoie le lieutenant Eugène Mage et le Dr Quintin à Ségou, qu’ils atteignent le 18 février 1864 et quittent le 6 mai 1866. Mais la mission ne donne pas de résultats concrets. 
Il est accepté comme membre de la Société de géographie de Paris en 1866.
En 1881, il publie dans le Bulletin de la société de géographie un article intitulé « Étude ethnographique sur les pays entre le Sénégal et le Niger ».

## Écrits
- Contributions à la géographie médicale. Extrait d’un voyage dans le Soudan, Paris, École de Médecine, 1869 (thèse)
- Du Sénégal au Niger : souvenirs d'un voyage, Le Figuier, 1998, 60 p.  (ISBN 2842580451)